# ヤリ・ニエミ
ヤリ・ニエミ（フィンランド語: Jari Niemi、1977年2月2日 - ）は、フィンランドの元サッカー選手。元フィンランド代表。ポジションはFWまたはMF。

## 経歴
1994年にタンペレーン・パロ・ヴェイコトに加入。1998年にFCハカ、2000年にタンペレ・ユナイテッドに移籍。2003年にはベルギーのRAECモンスに移籍し、翌年はスタンダール・リエージュを経てシント＝トロイデンVVに移籍した。その後2006年に再びタンペレ・ユナイテッドに移籍、2011年にFCイルヴェスに移籍し、翌年現役を引退した。
現役時代にヴェイッカウスリーガを5回制しており、2007-08シーズンのUEFAチャンピオンズリーグの2次予選のアウェー戦ではタンペレ・ユナイテッド唯一の得点をレフスキ・ソフィアから挙げ、同チームの3次予選進出に貢献した。しかし、3次予選ではローゼンボリBKにホーム、アウェー共に完封され、予選突破とはならなかった。

## タイトル
TPV
- ヴェイッカウスリーガ: 1994

FCハカ
- ヴェイッカウスリーガ: 1998, 1999

タンペレ・ユナイテッド
- ヴェイッカウスリーガ: 2001, 2006, 2007
- フィンランド・カップ: 2007
- フィンランド・リーグカップ: 2009